# ジェイソン・カポノ
ジェイソン・アラン・カポノ（Jason Alan Kapono, 1981年2月4日 - ）は、アメリカ合衆国・カリフォルニア州ロングビーチ出身の元プロバスケットボール選手。ポジションはスモールフォワード。リーグ屈指のスリーポイントシューターとして知られる。

## 経歴
大学はUCLAでプレイし、卒業までの4シーズン全てでパシフィック・テン・カンファレンスのオールファーストチームに選出され、通算2095得点は同校3位の成績であった。また2001年に日本で開催されたU-21世界選手権(ヤングメン世界選手権)にアメリカ代表として出場し、優勝を飾った。
2003年のNBAドラフトにてクリーブランド・キャバリアーズから2巡目全体31位指名を受けてNBA入りを果たす。ルーキーイヤーとなった2003-04シーズンは怪我などにより出場試合数は41試合に留まり、出場時間も多くは与えられなかった。オフに新設されたシャーロット・ボブキャッツのためのエクスパンション・ドラフトにより、カポノはボブキャッツへと移籍。選手層の薄い新設チームではまとまった出場時間を得られるようになり、個人スタッツも上昇した。翌05-06シーズンにはマイアミ・ヒートに移籍。ドウェイン・ウェイド、シャキール・オニールの2枚看板を揃えたヒートはそのシーズン優勝を果たし、カポノはプロ3年目にしてチャンピオンリングを手に入れることになったが、このシーズンのカポノは選手層の厚いチームにおいて出場試合数は51試合に留まり、得点アベレージは半減、プレイオフでもコートに立てた試合は僅か1試合の2分だけだった。
チャンピオンチームとして迎えた06-07シーズンのヒートは、オニール、ウェイドの相次ぐ故障により苦戦を強いられ、プレイオフでは1回戦で4戦全敗という屈辱を味わった。トップから急落したチームの一方で、カポノにとっては飛躍のシーズンとなった。得点アベレージは初の二桁となる10.9得点を記録。最大の武器であるスリーポイントシュートの成功率は1995-1996シーズンのティム・レグラー以来の5割越えとなる驚異の51.4%を記録し、リーグ1位にランクされた。またオールスターのスリーポイントコンテストでは決勝で決勝記録となる24ポイントを記録して優勝を果たした。06-07シーズンオフにはトロント・ラプターズに移籍し、08-09シーズンオフにレジー・エバンスとのトレードでフィラデルフィア・セブンティシクサーズに移籍した。
2010-2011シーズン終了後、フリーエージェントとなったカポノはロサンゼルス・レイカーズと契約、2012年3月15日、ルーク・ウォルトン、ドラフト1巡指名権と共にレイモン・セッションズ、クリスチャン・アイエンガとのトレードでクリーブランド・キャバリアーズに放出され、3月17日解雇された。
2012-13シーズンはギリシャでプレー。その後2013年にサンアントニオ・スパーズ、2014年にゴールデンステート・ウォリアーズなどのシーズンキャンプに参加するも、契約には至らず、現在は事実上引退状態となっている。

## 個人成績

### NBA

#### レギュラーシーズン
| シーズン | チーム | GP  | GS | MPG  | FG%  | 3P%   | FT%   | RPG | APG | SPG | BPG | PPG  |
| -------- | ------ | --- | -- | ---- | ---- | ----- | ----- | --- | --- | --- | --- | ---- |
| 2003–04  | CLE    | 41  | 3  | 10.4 | .403 | .477  | .833  | 1.3 | .3  | .3  | .0  | 3.5  |
| 2004–05  | CHA    | 81  | 14 | 18.4 | .401 | .412  | .824  | 2.0 | .8  | .5  | .1  | 8.5  |
| 2005–06† | MIA    | 51  | 2  | 13.0 | .446 | .396  | .848  | 1.4 | .7  | .1  | .1  | 4.1  |
| 2006–07  | MIA    | 67  | 35 | 26.4 | .494 | .514* | .892  | 2.7 | 1.2 | .6  | .0  | 10.9 |
| 2007–08  | TOR    | 81  | 7  | 18.9 | .488 | .483* | .860  | 1.5 | .8  | .4  | .0  | 7.2  |
| 2008–09  | TOR    | 80  | 12 | 22.9 | .432 | .428  | .810  | 2.0 | 1.3 | .3  | .0  | 8.2  |
| 2009–10  | PHI    | 57  | 12 | 17.1 | .419 | .368  | .600  | 1.2 | .7  | .4  | .1  | 5.7  |
| 2010–11  | PHI    | 24  | 2  | 4.7  | .250 | .125  | .500  | .5  | .2  | .1  | .0  | .7   |
| 2011–12  | LAL    | 27  | 0  | 10.0 | .382 | .296  | 1.000 | .5  | .4  | .1  | .0  | 2.0  |
| 通算     | 通算   | 509 | 87 | 17.8 | .442 | .434  | .835  | 1.7 | .8  | .4  | .0  | 6.7  |

#### プレーオフ
| シーズン | チーム | GP | GS | MPG  | FG%  | 3P%  | FT%   | RPG | APG | SPG | BPG | PPG  |
| -------- | ------ | -- | -- | ---- | ---- | ---- | ----- | --- | --- | --- | --- | ---- |
| 2006†    | MIA    | 1  | 0  | 2.0  | .000 | .000 | .000  | .0  | .0  | .0  | .0  | .0   |
| 2007     | MIA    | 4  | 1  | 19.3 | .471 | .500 | 1.000 | 1.3 | .5  | .5  | .0  | 5.0  |
| 2008     | TOR    | 5  | 0  | 30.4 | .585 | .542 | .750  | 2.6 | .8  | .4  | .0  | 15.6 |
| 通算     | 通算   | 10 | 1  | 23.1 | .557 | .536 | .833  | 1.8 | .6  | .4  | .0  | 9.8  |

### ユーロリーグ
| シーズン | チーム           | GP | GS | MPG  | FG%  | 3P%  | FT%  | RPG | APG | SPG | BPG | PPG | PIR |
| -------- | ---------------- | -- | -- | ---- | ---- | ---- | ---- | --- | --- | --- | --- | --- | --- |
| 2012–13  | パナシナイコスBC | 8  | 0  | 15.3 | .333 | .462 | .917 | 1.0 | 1.0 | .0  | .0  | 7.4 | 4.4 |
| 通算     | 通算             | 8  | 0  | 15.3 | .333 | .462 | .917 | 1.0 | 1.0 | .0  | .0  | 7.4 | 4.4 |

## 記録
2007年11月25日、規定成功数の250本目のスリーポイントを決めたカポノは、この時点でのスリーポイント成功率がキャリア通算で46.1%であり、スティーブ・カーの持つ記録（45.4%）を塗り替え歴代1位となり、最終的にキャリア通算43.4%で歴代6位である。
- スリーポイント成功率1位：2007(51.4%), 2008(48.3%)
- スリーポイントコンテスト優勝：2007(24p), 2008(25p)

スリーポイントコンテストとスリーポイント成功率の両方を2年連続で制したのは史上初。